# 美馬市立江原東小学校
美馬市立江原東小学校（みましりつえはらひがししょうがっこう）は、徳島県美馬市脇町にあった公立小学校。
2010年（平成22年）3月31日より休校となる。

## 概要
- 校歌
  - 作詞・作曲：西井治夫

### 基礎データ
所在地等
- 〒779-3745 徳島県美馬市脇町字東俣名320番地

## 沿革
- 1874年（明治7年） - 金川小学校を創立。
- 1879年（明治12年） - 美馬郡曽江山村学区内公立第3曽江小学校を設立。
- 1886年（明治19年） - 美馬郡学区金川小学校簡易科と改称。
- 1892年（明治25年） - 美馬郡学区金川尋常小学校と改称。
- 1919年（大正8年） - 美馬郡江原村立金川尋常小学校と改称。
- 1928年（昭和3年） - 美馬郡江原町立江原東尋常小学校と改称。
- 1932年（昭和7年） - 美馬郡江原東尋常小学校と改称。
- 1941年（昭和16年） - 美馬郡江原東国民学校と改称。
- 1947年（昭和22年） - 美馬郡江原町江原束小学校と改称。
- 1958年（昭和33年） - 町村合併のため美馬郡脇町江原東小学校となる。
- 2005年（平成17年） - 町村合併のため美馬市立江原東小学校となる。
- 2010年（平成22年）3月31日 - 休校となる。